# Personalisering
Personalisering er at foretage tilpasning af noget til en enkelt person. Tilpasningen kan f.eks. vedrøre en vare, et edb-system eller et (reklame)-medie og er typisk baseret på personlige oplysninger eller karakteristika, der indhentes eller er til rådighed om den pågældende. Disse oplysninger kan benyttes til personalisering  ifølge regler eller ifølge deres indhold.
Personen foretager sig altså ikke selv noget for at opnå personalisering.

## Personalisering af reklame
Ved udsendelse af reklamemateriale i form af brevforsendelser (direct mail) implementeres personalisering af materialet oftest på baggrund af en kundedatabase med oplysning om tidligere henvendelser og interesser. Personaliseringen sker både ved at adressere materialet direkte til en person, men også ved at tilpasse det fremsendte materiales indhold til den enkelte modtager. 
De samme principper benyttes, når reklamen består i at udsende reklamegaver som f.eks. kopper, nøglekæder, t-shirts med påtryk o.l.  Det ses også anvendt i videospil som f.eks. the Sims. Personalisering er ligeledes ved at fremkomme i form af bøger, hvis indhold eller illustrationer ændres i henhold til kendskabet til læseren (f.eks. læserens alder, når det gælder børnebøger). 
På internettet (World Wide Web) benyttes personalisering til at ændre sidernes indhold på baggrund af den besøgendes profil. Det kan her være baseret på tidligere køb eller på information om, hvilke sider den pågældende har besøgt. 

## Personalisering af edb-systemer
Personalisering bruges ofte om IT-systemer, hvor udtrykket beskriver, at brugergrænsefladen til brugeren tilpasses efter informationer om kommunikationens kontekst. Fra denne kan systemet f.eks. omsætte informationer om brugerens tidligere adfærd, eller hvilket land brugeren befinder sig i, til viden om hvordan brugeren ønsker sin nuværende kommunikation.
Begrebet "personalisering" er set anvendt til positivt at beskrive IT-systemer, hvor brugeren selv kan ændre sin opsætning af, hvordan systemet præsenterer oplysninger. Denne anvendelse af personalisering er et betydningsskred, idet denne form rettelig bør betegnes som brugertilpasning (customisering i edb-jargon).